# Laura Vázquez
Laura Vázquez (7 de diciembre de 2006) es una deportista ecuatoriana que compite en judo. Ganó una medalla de bronce en el Campeonato Panamericano de Judo de 2025, en la categoría de –48 kg.

## Palmarés internacional
| Campeonato Panamericano | Campeonato Panamericano | Campeonato Panamericano | Campeonato Panamericano |
| Año                     | Lugar                   | Medalla                 | Categoría               |
| ----------------------- | ----------------------- | ----------------------- | ----------------------- |
| 2025                    | Santiago (Chile)        | Medalla de bronce       | –48 kg                  |